# Гунди
Гунди (лат. Ctenodactylus gundi) — вид грызунов семейства гребнепалых. Один из двух видов гунди.
Обитает в каменистых пустынных областях северного Алжира, Юго-Восточного Марокко, в Тунисе и Ливии. Главным образом встречается на южном склоне Атласских гор на высоте от 230 до 2900 метров над уровнем моря. Убежище находит в трещинах, расщелинах и под скалами. Вид не роет нор и, кажется, меньше приспособлен к условиям пустыни, чем Ctenodactylus vali или Felovia vae.
Длина тела от 16 до 20 сантиметров, ноги короткие, уши плоские, глаза большие, усы длинные, а тело компактное.
Это дневной вид, живущий малыми семьями, насчитывающих от 3 до 11 взрослых особей, из которых от одного до трёх самцы. Группа занимает общую территорию, которую маркирует и защищает. Зимой они прижимаются друг к другу, чтобы не замерзнуть. В течение раннего утра они греются на солнце, пока температура достигает 20 °С, а затем уже приступают к еде. Они не пьют воду, получая необходимую влагу из растений, которые потребляют.
Беременность длится 73 дня, после чего рождается от одного до четырёх детёнышей. Как правило бывает два выводка в год.